# Policarpa
Policarpa là một khu tự quản thuộc tỉnh Nariño, Colombia. Thủ phủ của khu tự quản Policarpa đóng tại Policarpa Khu tự quản Policarpa có diện tích 467 ki lô mét vuông. Đến thời điểm ngày 28 tháng 5 năm 2005, khu tự quản Policarpa có dân số 9908 người.